# Loeblietus sulcatus
Loeblietus sulcatus is een keversoort uit de familie bladsprietkevers (Scarabaeidae). De wetenschappelijke naam van de soort is voor het eerst geldig gepubliceerd in 1979 door Endrodi.